# Епез Индирен
Епез Индирен (фр. Espès-Undurein) насеље је и општина у југозападној Француској у региону Аквитанија, у департману Атлантски Пиринеји која припада префектури Олорон Сен Мари.
По подацима из 2011. године у општини је живело 504 становника, а густина насељености је износила 51,53 становника/km². Општина се простире на површини од 9,78 km². Налази се на средњој надморској висини од 149 метара (максималној 233 m, а минималној 105 m).

## Демографија
| 1962. | 1968. | 1975. | 1982. | 1990. | 1999. | 2011. |
| ----- | ----- | ----- | ----- | ----- | ----- | ----- |
| 417   | 460   | 530   | 502   | 522   | 474   | 504   |

График промене броја становника у току последњих година